# 葛长伟
葛长伟（1965年7月—），男，安徽淮北人，中华人民共和国政治人物。安徽大学中文系汉语言文学专业毕业，政治经济学专业在职研究生学历。现任广发证券公司副董事长。

## 生平
1984年12月加入中国共产党，1985年7月参加工作。历任安徽省财政厅办公室副主任、安徽省政府办公厅秘书、安徽省计委主任助理、中国神华集团运销公司总经理助理、国家发改委办公厅、国务院办公厅秘书等职务。2006年1月任中共重庆市委副秘书长。2007年12月，任中共广东省委副秘书长。
2011年2月，进入地市党政岗位，转任中共清远市委副书记、代市长、市长。2011年10月，任中共清远市委书记，2012年1月，任清远市人大常委会主任。2018年3月至2021年5月，任广东省发展和改革委员会主任。
2021年5月，任南方电网公司专家委员会副主任委员。2021年6月至2021年12月，任广发基金党委书记。2022年2月，选举为广发证券公司副董事长。